# Nikolai Iwanowitsch Feschin
Nikolai Iwanowitsch Feschin (russisch Николай Иванович Фешин; englisch Nicolai Fechin, wiss. Transliteration Nikolaj Ivanovič Fešin; * 26. Novemberjul. / 8. Dezember 1881greg. in  Kasan, Russisches Kaiserreich; † 5. Oktober 1955 in Santa Monica, Kalifornien, USA) war ein russischer bzw. US-amerikanischer Künstler. Er betätigte sich als Maler, Schriftsteller, Grafiker, Bildhauer und war ein Vertreter des Impressionismus und der Modernen Kunst.
Feschin war in Russland und der UdSSR sehr bekannt, in den USA gilt er als nationaler Maler. Bekannt für seine Porträtbilder, seine Motive amerikanischer Ureinwohner, wurde er aufgrund seiner Herkunft als „der tatarische Maler“ bezeichnet. Er schuf mehr als 2000 Werke, die in den Sammlungen von mehr als 30 Museen der Vereinigten Staaten zu sehen sind. Die größte russische Sammlung von Werken Feschins befindet sich im Museum der Schönen Künste von Tatarstan (Kunstgalerie „Hazine“) im Kasaner Kreml. 

## Leben
Feschins Vater war Holzschnitzer und gestaltete Altäre, wobei ihm sein Sohn ab dem Alter von 11 unterstützte. Im Alter von 13 Jahren besuchte Nikolai die neu eröffnete Kunstschule von Kasan, eine Außenstelle der Kaiserlichen Kunstakademie. Aufgrund seines Talents wurde er zum Studium in Sankt Petersburg zugelassen, wo er bei Ilja Repin und Filip Maljavin studierte.
Seit einer Sibirienreise 1904 war er von Landschaften und deren Bewohnern fasziniert.
Nach einem ausgezeichneten Hochschulabschluss 1909 an der Kaiserlichen Akademie der Künste in St. Petersburg erhielt er das Stipendium Prix de Rome und bereiste die Kunstzentren Europas. 1910 gewann er die Goldmedaille der Internationalen Kunstausstellung in München und wurde eingeladen, seine Werke erstmals in den Vereinigten Staaten zu präsentieren, bei der 
Internationalen Gemäldeausstellung des Carnegie-Museums in Pittsburgh.
Anschließend wurde er in seiner Heimatstadt Kasan Kunstmaler und Lehrer. Unter seinen Schülern waren Konstantin Konstantinowitsch Tschebotarjow und Nadeschda Saposchnikowa. 1913 heiratete er Alexandra Belkowitsch (1896–1983), die Tochter des Direktors der Kunstschule. Diese Ehe wurde 1933 geschieden. 
1910 wurde er Mitgründer einer Künstlerkommune. 1916 wurde er ordentliches Mitglied (Akademiker) der Kaiserlichen Kunstakademie. Zwischen 1912 und 1922 stellte er seine Werke gemeinsam mit den Peredwischniki, danach bis 1926 mit der Assoziation der Künstler des revolutionären Russlands (AChRR) aus. 
Im Jahre 1923 emigrierte er mit seiner Familie nach New York, wo er für einige Jahre lebte und arbeitete. Als er an Tuberkulose erkrankte, übersiedelte er auf der Suche nach trockenerem Klima nach Taos (New Mexico). Hier kam er mit der Kultur der Ureinwohner in Berührung und war fasziniert von der dortigen Landschaft, wo seine besten Werke in der amerikanischen Periode entstanden. Das von ihm umgebaute Wohnhaus in Taos, in welchem er bis 1933 lebte, besteht aus Adobeziegeln und ist heute ein Museum und steht unter Denkmalschutz. Danach lebte Feschin bis zu seinem Tod 1955 in Südkalifornien.
1976 ließ seine Tochter – Ija Nikolajewna Feschina-Branham (1914–2003) – die Asche ihres Vaters in Kasan beerdigen.
Er wurde mehrfach ausgezeichnet (1. Preis des Rates der Kunstakademie (1903), 1. Kuindschi-Preis (1909); Prix Thomas R. Proctor (1924)) und trug den Sankt-Stanislaus-Orden 3. Klasse.